# Friona reticulata
Friona reticulata är en stekelart som först beskrevs av Cameron 1905.  Friona reticulata ingår i släktet Friona och familjen brokparasitsteklar. Inga underarter finns listade i Catalogue of Life.